# Ration Bored
Ration Bored (titulado en español como Yo quiero gasolina) es un cortometraje animado de la serie cinematográfica del Pájaro Loco. Fue producido por Walter Lantz Productions y lanzado por Universal Pictures el 26 de julio de 1943.

## Argumento
Mientras el Pájaro Loco (Kent Rogers) conduce su carro, ve un letrero que dice: "Ahorre gasolina y llantas. ¿Es este viaje realmente necesario?" Loquillo se refiere a sí mismo como un "mal necesario" mientras cambia su apariencia brevemente a una versión diabólica de sí mismo con ojos trastornados y acelera por el camino después de volver a cambiar. Mientras sube a la cima de una colina, se queda sin gasolina y rueda hacia la gasolinera de abajo.
El encargado de la gasolinera (voz también de Rogers) pide ver un libro "ABC" (véase abajo), y Loquillo le entrega un libro del alfabeto. Insultado, el asistente agarra un martillo y golpea el auto de Loquillo en un depósito de salvamento. Loquillo decide robar gasolina de los vehículos siniestrados en el lote. Sin saberlo, extrae gasolina de un coche de policía aparcado.
Un policía (interpretado también por Rogers) persigue a Loquillo por el desguace. Los dos quedan atrapados en pilas de neumáticos, y Loquillo termina sacando al policía como un automóvil del patio y termina chocando contra una gran unidad de almacenamiento de gasolina que explota, matándolos a ambos.
En el cielo, el policía abandona la "Junta de Racionamiento de Alas" con un pequeño par de alas. El oficial empieza a perseguir a Loquillo de nuevo cuando se da cuenta de que las alas que ha recibido Loquillo son mucho más grandes.

## Apariencia de Loquillo
Walter Lantz había sido criticado desde el principio porque la apariencia grotesca de Loquillo era perjudicial para el atractivo de la estrella en cines. La adición de guantes blancos en las manos de Loquillo (como los de sus contrapartes de dibujos animados Mickey Mouse y Bugs Bunny) marcó el primer intento notable de darle al pájaro carpintero un diseño de personajes más aerodinámico. Con la siguiente película, The Barber of Seville, la apariencia de Loquillo se renovaría por completo, convirtiendo a "Ration Bored" en la última película del Pájaro Loco con el diseño original maníaco.